# دوري أندورا الممتاز 2003–04
دوري أندورا الممتاز 2003–04 هو الموسم 9 من  دوري أندورا الممتاز. أقيم خلال الفترة 21 سبتمبر 2003 وحتى 4 أبريل 2004، والذي يشرف على تنظيمه اتحاد أندورا لكرة القدم، وكان عدد الأندية المشاركة فيه  8، وفاز فيه نادي سانتا كولوما.